# Confesión de fe de Augsburgo
La Confesión de fe de Augsburgo o Confessio Augustana en latín es una obra que constituye la primera exposición oficial de los principios del luteranismo redactados en 1530 por Philipp Melanchthon, para ser presentada en la Dieta de Augsburgo (ciudad del Sacro Imperio Romano Germánico) ante la presencia del emperador Carlos V. Sigue siendo considerada uno de los textos básicos de las Iglesias Luteranas de todo el mundo y forma parte del Libro de la Concordia (Liber Concordiae) luterano.
Aquí se da una síntesis y un encuadramiento histórico teológico; el texto se divide en dos partes conceptuales distintas:
- La fe.
- La corrección de los abusos y corrupción y las herejías que entraron en la Iglesia católica.

En cada parte, cada artículo refiere la parte fundamental de la Confutatio Pontificia, o sea la crítica de los artículos desde un punto de vista de la tradición católica, de parte de teólogos de varias naciones por petición del emperador Carlos V.

## Historia

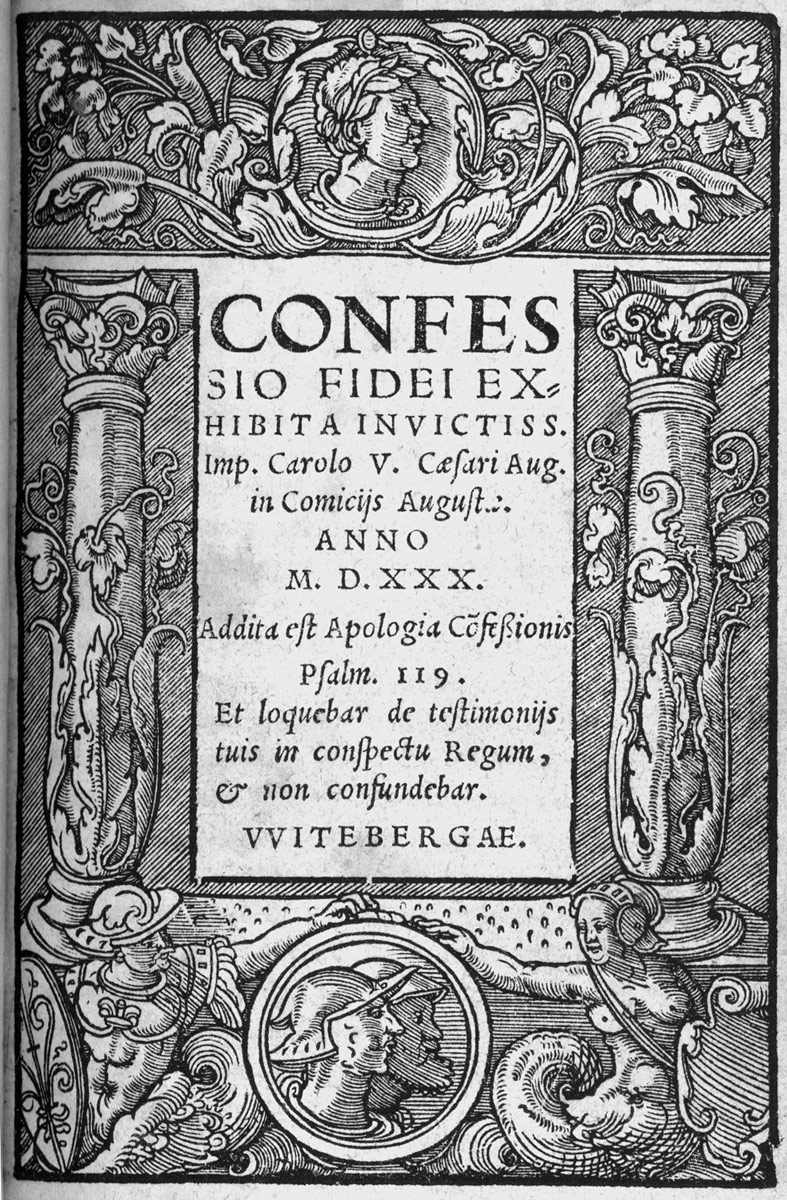
Portada de la primera edición en latín de la Confesión de Ausburgo, Wittenberg 1531

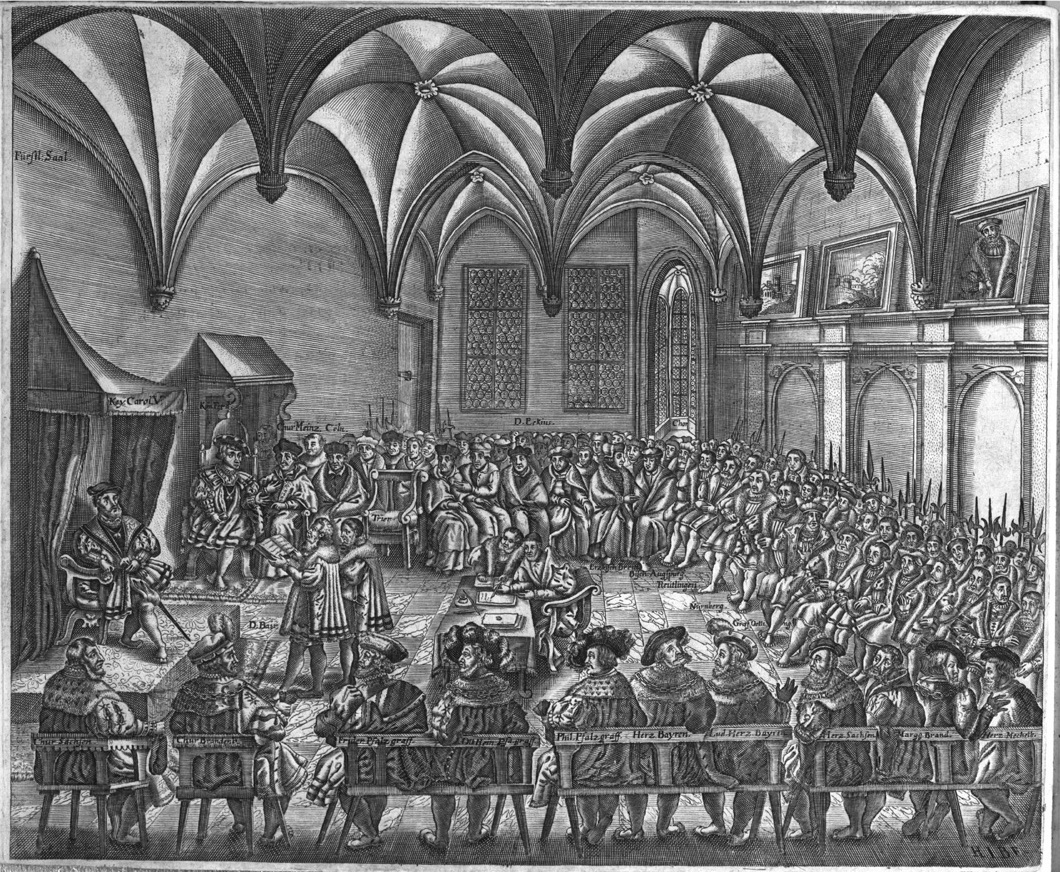
El canciller sajón Christian Beyer lee la Confesión de Augsburgo en presencia del emperador Carlos V en 1530.

### Antecedentes
La publicación de las 95 Tesis de Martin Lutero el 31 de octubre de 1517 inicia el movimiento de la Reforma que se extendió rápidamente por toda Alemania, a pesar del Edicto de Worms. Ante el aumento de las ciudades alemanas que protegían a Lutero, el emperador Carlos V intentó salvar la unidad de la Iglesia y el Imperio convocando la Dieta de Ausburgo.

### La Confesión de fe de Ausburgo
El documento se escribió simultáneamente en latín y en alemán, aunque existen algunas diferencias entre las dos versiones. Melanchthon trabajó el estilo de la versión latina hasta el último minuto.
La versión alemana de la Confesión de fe de Ausburgo se presentó al emperador Carlos V el 25 de junio de 1530.
Los firmantes de la versión latina fueron:
- Juan de Sajonia, Elector de Sajonia, Duque de Sajonia-Wittenberg y Landgrave de Turingia.
- Jorge de Brandeburgo-Ansbach.
- Ernesto I de Brunswick-Luneburgo.
- Felipe I de Hesse, Landgrave de Hesse.
- Juan Federico I, Duque de Sajonia.
- Franz, Duque de Brunswick-Luneburgo.
- Wolfgang, Príncipe de Anhalt-Köthen
- Alcalde de la ciudad imperial libre y concejales de Núremberg.
- Alcalde y concejales de Reutlingen.

Durante la Dieta también expresaron su acuerdo con el documento las ciudades imperiales de Weißenburg, Heilbronn, Kempten (Allgäu) y Windsheim.

## Contenido y estructura
La Confessio Augustana se escribió por encargo del Emperador, quien había exigido tanto a los protestantes como a los católicos que expusieran por escrito los fundamentos de sus creencias. Después de una introducción, la Confessio Augustana se divide fundamentalmente en dos partes: 
- En los artículos 1 a 21, los reformistas intentan demostrar que su fe y sus creencias están en conformidad con las Escrituras y la tradición.
- En los artículos 22 a 28, en cambio, se exponen los abusos o anomalías que, a su parecer, existen en la Iglesia católica y las modificaciones que han de introducirse para eliminarlas.

### Primera parte: artículos principales

#### Sinopsis del artículo 1: De Dios
De acuerdo con el decreto del Concilio de Nicea I, existe una sola esencia divina que se llama Dios. Sin embargo, hay tres personas en la misma esencia divina, igualmente poderosas y eternas: Dios Padre, Dios Hijo, Dios Espíritu Santo.
Rechazan todas las creencias cristianas antitrinitarias, como la de los maniqueos, valentinianos, arrianos, eunomianos, mahometanos y todos sus similares. También la de los samosatenses que sostienen que solo hay una persona y aseveran sofísticamente que las otras dos, el Verbo y el Espíritu Santo, no son necesariamente personas distintas, sino que el Verbo significa la palabra externa o la voz, y que el Espíritu Santo es una energía engendrada en los seres creados.

#### Sinopsis del artículo 2: Del pecado original
Desde la caída de Adán, todos los hombres son concebidos y nacidos en pecado. Todos desde el seno de la madre están llenos de malos deseos e inclinaciones y por naturaleza no pueden tener verdadero temor de Dios ni verdadera fe en Él. Esta enfermedad innata y pecado hereditario es verdaderamente pecado y condena bajo la ira eterna de Dios a todos aquellos que no nacen de nuevo por el Bautismo y el Espíritu Santo.
Rechazan a los pelagianos que niegan el pecado original.

#### Sinopsis del artículo 3: Del Hijo de Dios
Dios Hijo se convirtió en hombre, nacido de la Inmaculada Virgen María, y las dos 'naturalezas, divina y humana, están unidas inseparablemente en la persona de Cristo, verdadero Dios y verdadero hombre, que verdaderamente nació, sufrió, fue crucificado, muerto y sepultado para expiar la ira de Dios. Descendió al infierno y al tercer día resucitó de entre los muertos, subió a los cielos y está sentado a la derecha de Dios, que reinará eternamente sobre todas las criaturas y santificará a todos los que creen en él, por medio del Espíritu Santo y vendrá a juzgar a los vivos y a los muertos.

#### Sinopsis del artículo 4: Del perdón
Los hombres no pueden ser perdonados por sus propios méritos y obras, sino que el perdón se obtiene, gratuitamente, por la fe, si creemos que Cristo padeció por nosotros y que por su causa se nos perdonan los pecados y se nos conceden la justicia y la vida eterna.

#### Sinopsis del artículo 5: Del Ministerio eclesiástico
La fe se consigue con la predicación de los Evangelios y la administración de los Sacramentos.
Condenan a los anabaptistas que enseñan que, sin la palabra externa del Evangelio, obtenemos el Espíritu Santo por disposición, pensamientos y obras propias.

#### Sinopsis del artículo 6: De la nueva obediencia
La fe debe producir toda clase de buenas obras que Dios ha ordenado. Sin embargo, no debemos fiarnos de tales obras para merecer la gracia ante Dios, pues recibimos el perdón y la justicia mediante la fe en Cristo.

#### Sinopsis del artículo 7: De la Iglesia
Habrá de existir y permanecer para siempre una santa Iglesia Cristiana, que es la asamblea de todos los creyentes, entre los cuales se predica genuinamente el Evangelio y se administran los Santos Sacramentos.
Para la verdadera unidad de la Iglesia es suficiente llegar a un acuerdo sobre la doctrina del Evangelio y la administración de los Sacramentos. Tampoco es necesario que las tradiciones humanas, es decir, los ritos o ceremonias instituidas por los hombres, deban ser uniformes en todos los sitios.

#### Sinopsis del artículo 8: ¿Qué es la Iglesia?
Los Sacramentos son igualmente válidos, aunque los sacerdotes que los administren sean impíos.
Condenan a los donatistas y a todos los que enseñan de manera diferente.

#### Sinopsis del artículo 9: Del Bautismo
El bautismo es necesario para la salvación, y los niños deben ser bautizados.
Rechazan a los anabaptistas que enseñan que el bautismo de niños es ilícito.

#### Sinopsis del artículo 10: La Santa Cena
El verdadero cuerpo y sangre de Cristo, bajo la apariencia de pan y vino, están realmente presentes y se distribuyen a los que comen la Cena del Señor.

#### Sinopsis del artículo 11: De la confesión
Debe conservarse la absolución privada en las iglesias y no debe disminuir, aunque en la confesión no es necesario la enumeración de todos los pecados.

#### Sinopsis del artículo 12: El arrepentimiento
Del arrepentimiento se enseña que, para aquellos que han pecado después del bautismo, hay perdón de los pecados cada vez que se arrepienten y que la Iglesia debe impartir la absolución a los arrepentidos. El arrepentimiento consiste en dos partes: la contrición y la fe.
Rechazan a los novacianos, que negaban la absolución a los que habían pecado después del Bautismo y los que enseñan que no se obtiene el perdón de los pecados por la fe, sino mediante nuestra reparación.

#### Sinopsis del artículo 13: Uso de los Sacramentos
Los Sacramentos fueron instituidos como distintivos para conocer exteriormente a los cristianos y son señales y testimonios de la voluntad divina hacia nosotros para despertar y fortalecer nuestra fe. Por esta razón, los Sacramentos exigen fe y se emplean debidamente cuando se reciben con fe.

#### Sinopsis del artículo 14: Del orden eclesiástico
Nadie debe predicar públicamente en la iglesia o administrar los Sacramentos sin un nombramiento legítimo.

#### Sinopsis del artículo 15: Ritos eclesiásticos
Los ritos eclesiásticos sirven para mantener la paz y el buen orden en la Iglesia, como ciertas celebraciones, fiestas y similares. Sin embargo, estas cosas no son necesarias para la salvación. Todas las ordenanzas y tradiciones instituidas por los hombres, con el fin de aplacar a Dios y merecer la gracia, son contrarias al Evangelio y a la doctrina acerca de la fe en Cristo. Por consiguiente, los votos monásticos y otras tradiciones relacionadas con la distinción de las comidas, los días de ayuno, etc. son inútiles y contrarias al Evangelio.

#### Sinopsis del artículo 16: De los asuntos civiles
Toda autoridad en el mundo y todas las leyes fueron creadas e instituidas por Dios para el buen orden. Los cristianos, sin incurrir en pecado, pueden tomar parte en el gobierno y en el oficio de príncipes y jueces, así como decidir y sentenciar según las leyes imperiales y otras leyes vigentes, castigar a los malhechores con la espada, participar en guerras legítimas, litigar, comprar y vender, prestar juramento, tener propiedad, contraer matrimonio, etc.
Condenan a los anabaptistas, que enseñan que ninguna de las acciones anteriores son cristianas.
Condenan también a aquellos que enseñan que la perfección cristiana consiste en abandonar casa y hogar, esposa e hijos y prescindir de las cosas ya mencionadas. Al contrario, la verdadera perfección consiste sólo en el genuino temor a Dios y en la auténtica fe en Él. El Evangelio no enseña una justicia externa ni temporal, sino un ser y justicia interiores y eternos del corazón. El Evangelio no destruye el gobierno secular, el Estado y el matrimonio. Al contrario, su intento es que todo esto se considere como verdadero Orden Divino y que cada uno, de acuerdo con su vocación, manifieste en estos estados el amor cristiano y las verdaderas buenas obras. Por consiguiente, los cristianos están obligados a someterse a la autoridad civil y a obedecer sus mandamientos y leyes en todo lo que pueda hacerse sin pecado. Pero si el mandato de la autoridad civil no puede acatarse sin pecado, «se debe obedecer a Dios antes que a los hombres» (Hechos 5:29).

#### Sinopsis del artículo 17: Del regreso de Cristo para el Juicio
También se enseñan que nuestro Señor Jesucristo vendrá en el último día para juzgar y resucitar a todos los muertos, para dar a los creyentes y elegidos la vida y el gozo eternos. Pero a los hombres impíos y los demonios les condenará al infierno y al castigo eterno.
Rechazan a los anabaptistas, que enseñan que los demonios y los hombres condenados no sufrirán pena y tormento eternos.
También se condenan algunas enseñanzas judías que ahora se propagan, de que antes de la resurrección de los muertos, sólo los santos y piadosos ocuparán el reino del mundo y aniquilarán a todos los impíos.

#### Sinopsis del artículo 18: Del libre albedrío
El hombre tiene cierta libertad para llevar una vida exterior honrada y para elegir las cosas que entiende la razón. Pero sin la gracia, ayuda u obra del Espíritu Santo, el hombre no puede agradar a Dios, temer a Dios de corazón, creer ni arrancar de su corazón los malos deseos innatos. 
«La naturaleza humana puede decidir si trabajará en el campo o no, si comerá o beberá o visitará un amigo o no, si se pondrá o quitará el vestido, si edificará casa, tomará esposa, si se ocupará en algún oficio o si hará cualquier cosa similar que sea útil y buena. No obstante, todo esto no existe ni subsiste sin Dios, sino que todo procede de Él y se realiza por Él. En cambio, el hombre puede, por elección propia, emprender algo malo, como, por ejemplo, arrodillarse ante un ídolo, cometer homicidio, etc.»

#### Sinopsis del artículo 19: De la causa del pecado
Aunque Dios ha creado y conserva toda la naturaleza, la voluntad pervertida es la causa del pecado en todos los impíos y en quienes desprecian a Dios. 

#### Sinopsis del artículo 20: La fe y las buenas obras
En primer lugar, nuestras obras no pueden reconciliarnos con Dios ni merecer la gracia, sino que esto sucede sólo mediante la fe al creer que se nos perdonan los pecados por causa de Cristo, quien es el único mediador que reconcilia al Padre. Ahora bien, quien piense realizar esto mediante las obras y merecer la gracia, desprecia a Cristo y busca su propio camino a Dios en contra del Evangelio. 
En Hebreos 11:1 se enseña que la fe no consiste solamente en conocer los relatos, sino en tener la confidente certeza de que Dios cumplirá con sus promesas. 
Las buenas obras deben realizarse necesariamente, no con el objeto de que uno confíe en ellas para merecer la gracia, sino que han de hacerse por causa de Dios y para alabanza de Él. 
Por consiguiente, no se le ha de recriminar a esta doctrina de la fe que prohíba las buenas obras: al contrario, ha de ser alabada por enseñar que se deben hacer buenas obras y por ofrecer la ayuda con la cual realizarlas. Porque fuera de la fe y aparte de Cristo, la naturaleza y el poder humanos son demasiado débiles como para hacer buenas obras, invocar a Dios, tener paciencia en medio del sufrimiento, amar al prójimo, llevar a cabo con diligencia los oficios que han sido ordenados, ser obediente, evitar los malos deseos, etc. 

#### Sinopsis del artículo 21: Del culto de los santos
La memoria de los santos puede ser puesta delante de nosotros, para que podamos seguir su fe y buenas obras, como el Emperador puede seguir el ejemplo de David en hacer la guerra y expulsar a los turcos. Pero la Escritura no enseña la invocación de los santos o pedir la ayuda de los santos, ya que pone ante nosotros el único Cristo como el Mediador, Propiciador, Sumo Sacerdote e Intercesor.

### Segunda parte: Artículos que corrigen abusos

#### Sinopsis del artículo 22: De las dos especies en el Sacramento
Nosotros damos a los laicos las dos especies (pan y vino) en el Sacramento de la Cena del Señor, porque este es un mandamiento claro de Cristo en Mateo.26, 27: Bebed todos de ella. Pablo en 1 Cor.11,27 recita un ejemplo del que se desprende que toda la congregación hizo uso de ambas especies. Y este uso se mantuvo desde hace mucho tiempo en la Iglesia. Pero nadie sabe cuándo o con qué autoridad se cambió, contra los mandamientos de Dios.
Se suprime entre nosotros la acostumbrada procesión en la cual se lleva y exhibe el Sacramento.

#### Sinopsis del artículo 23: Matrimonio de los sacerdotes
Permitir el matrimonio de los clérigos.
Es evidente que en la antigua Iglesia los sacerdotes eran hombres casados. Pablo dice, 1 Tim.3, 2, que «el obispo sea irreprochable, marido de una sola mujer...». El celibato forzado nunca ha producido nada bueno, sino al contrario, ha dado origen a vicios graves y mucho escándalo.

#### Sinopsis del artículo 24: La misa
La misa se conserva entre nosotros y se celebra con mayor seriedad y reverencia. Además, no se ha introducido ningún cambio manifiesto, excepto que en algunas partes se entonen himnos alemanes, junto a los cánticos latinos, para instruir y aleccionar al pueblo, ya que el propósito principal de todas las ceremonias debe ser que el pueblo aprenda lo que necesite saber de Cristo.
Denuncian que las misas privadas han profanado vilmente y se aplican a los propósitos de lucro, sólo para los honorarios o estipendios. Tal vez el mundo está siendo castigado por tales profanaciones de la Misa.

#### Sinopsis del artículo 25: De la confesión
La confesión no ha sido abolida por nuestros predicadores. Se conserva entre nosotros la costumbre de no ofrecer el Sacramento a quienes con antelación no hayan sido oídos y absueltos.
No se debe obligar a nadie a enumerar detalladamente los pecados.

#### Sinopsis del artículo 26: Distinción de comidas
No es posible, mediante el cumplimiento de tradiciones inventadas por los hombres, merecer la gracia o reconciliar a Dios o hacer satisfacción por el pecado; y por esta razón, no se deberá hacer de tales tradiciones un acto de culto necesario. 
Toda persona está obligada a disciplinarse con ejercicios corporales, como el ayuno y otras obras, de modo que no dé lugar al pecado, pero no para merecer la gracia por medio de tales cosas. Estos ejercicios corporales no deben realizarse sólo en ciertos días fijos, sino constantemente.

#### Sinopsis del artículo 27: De los votos monásticos
Los votos monásticos son nulos y carecen de validez.

#### Sinopsis del artículo 28: Del poder eclesiástico
Algunos obispos han confundido el poder de la Iglesia y el poder de la espada. Y esta confusión ha generado grandes guerras y tumultos. El poder de los obispos, según el Evangelio, es un poder o mandato de Dios para predicar el Evangelio, para perdonar los pecados y para administrar los Sacramentos. El poder de la Iglesia y el poder civil no deben ser confundidos. El poder de la Iglesia tiene su propia comisión para enseñar el Evangelio y administrar los Sacramentos. Que no se entre en la oficina de otro, que no haya transferencia de los reinos de este mundo, que no se deroguen las leyes de los gobernantes civiles, que no se suprima la obediencia legal, que no se interfieran con las decisiones relativas a las ordenanzas civiles o los contratos, que no se prescriban las leyes a los gobernantes civiles relativas a la forma del Estado Libre Asociado.